# Sébastien Japrisot
Sébastien Japrisot, pseudonimo anagrammatico di Jean-Baptiste Rossi (Marsiglia, 4 luglio 1931 – Vichy, 4 marzo 2003), è stato uno scrittore, sceneggiatore e traduttore francese.

## Biografia
Nato in una famiglia di origine italiana, si diplomò al Lycée Thiers di Marsiglia. Trasferitosi a Parigi, per studiare alla Sorbona (che non ha mai terminato), pubblicò nel 1950, a 19 anni, il suo primo romanzo, Les Mal Partis presso le Éditions Robert Laffont. Per quanto da alcuni apprezzato (per esempio da Roger Nimier), il libro però non vendette granché, ma venne subito tradotto negli Stati Uniti, dove fu un successo.
Si mise a tradurre (anche con lo pseudonimo Robert Huart) in francese dall'inglese Clarence Mulford, Jack Trevor Story (il romanzo adattato da Alfred Hitchcock in La congiura degli innocenti), Louis L'Amour, Tom J. Hopkins, James Beardsley Hendryx, ma soprattutto Il giovane Holden e Nove racconti di J.D. Salinger.
Grazie all'incontro con il produttore Pierre Braunberger (promotore con la società "Les Films de la Pléiade" della nouvelle vague francese) cominciò anche a lavorare nel cinema. Girò i cortometraggi La Machine à parler d'amour , L'Idée fixe e L'Homme perdu dans son journal (poi diventato il libro illustrato L'Odyssexe). Scrisse poi il giallo Compartiment tueurs (1962), subito adattato al cinema da Costa-Gavras. Anche i successivi Piège pour Cendrillon (1963) e L'Été meurtrier (1977), sono stati sceneggiati da lui per il grande schermo. Con La Dame dans l'auto avec des lunettes et un fusil, le Éditions Denoël inaugurarono una collana. Nel 1975 girò il lungometraggio Les Mal Partis (tratto dal proprio romanzo). Collaborò anche alla sceneggiatura di Una donna da uccidere di Yves Boisset (ritirando però la firma). Dopo lunghe pause, tornò alla letteratura con L'Été meurtrier 1977) e poi con Un long dimanche de fiançailles (1991). Mentre alla regia si cimentò ancora in La Passion des femmes. Fu anche autore delle parole della canzone Le Passager de la pluie, su musica di Francis Lai.

## Opere letterarie
- Le Mal Partis, 1950. Prix de l'Unanimité 1966
  -  Jean-Baptiste Rossi, Storia d'amore di una suora, traduzione di Lea C. Bartoli, Milano, Libri, 1979.
  -  La cattiva strada, Collana Fabula, Milano, Adelphi, 2018, ISBN 978-88-4593-310-3.
- Visages de l'amour et de la haine, 1950
- Scompartimento omicidi (Compartiment tueurs, 1962), trad. di Sandro Bajini, Milano, Feltrinelli, 1964; Milano, Garzanti, 1970; Milano, Mondadori, 2003
- Trappola per Cenerentola (Piège pour Cendrillon, 1963, Grand prix de littérature policière), Milano, Feltrinelli, 1967; Milano, Mondadori, 2012
- L'Odyssexe, 1965, illustrato da Alain Trez
- La signora dell'auto con gli occhiali e un fucile (La Dame dans l'auto avec des lunettes et un fusil, 1968), trad. di Francesco Verdeborghese, Milano, Feltrinelli, 1967; Milano, Garzanti, 1972. Prix d'Honneur 1966
- Adieu l'ami, 1968
- La corsa della lepre attraverso i campi, trad. Lia Peroni, Milano, Garzanti, 1974
- L'Été meurtrier (1977) - Prix des Deux Magots 1978 - Martin Beck Award 1981
- La Passion des femmes, 1986
- Una lunga domenica di passioni (Un long dimanche de fiançailles, 1991), trad. Simona Martini Vigezzi, Milano, Baldini & Castoldi, 1992, ISBN 88-85988-09-1; Milano, Rizzoli, 2005 ISBN 88-17-00569-X. Prix Interallié 1991
- Le passager de la pluie, 1992. [sceneggiatura del film omonimo]

## Filmografia

### Regie
- La Machine à parler d'amour (corto, 1961)
- L'Idée fixe (corto, 1962)
- L'Homme perdu dans son journal (corto, in collaborazione con Alain Trez, 1964)
- Les Mal partis (1975)
- Giocando con l'assassino (Juillet en septembre, 1988)

### Sceneggiature
- Vagone letto per assassini, regia di Costa-Gavras (1965)
- Due sporche carogne - Tecnica di una rapina, regia di Jean Herman (1968)
- L'uomo venuto dalla pioggia, regia di René Clément (1970)
- La corsa della lepre attraverso i campi, regia di René Clément (1972)
- Histoire d'O, regia di Just Jaeckin (1975)
- Una donna da uccidere, regia di Yves Boisset (1975)
- L'estate assassina regia di Jean Becker (1983) - Premi César 1984
- I ragazzi del Marais, regia di Jean Becker (1999)
- Omicidio in Paradiso, regia di Jean Becker (2001)

### Adattamenti di altri
- Non sono un'assassina o Piège pour Cendrillon, regia di André Cayatte (1965)
- La signora dell'auto con gli occhiali e un fucile, regia di Anatole Litvak (1970)
- Una lunga domenica di passioni, regia di Jean-Pierre Jeunet (2004)
- La signora dell'auto con gli occhiali e un fucile, regia di Joann Sfar (2015)